# Euzonus williamsi
Euzonus williamsi är en ringmaskart som först beskrevs av Hartman 1938.  Euzonus williamsi ingår i släktet Euzonus och familjen Opheliidae. Inga underarter finns listade i Catalogue of Life.